# Donnelly (Minnesota)
Donnelly é uma cidade localizada no estado americano de Minnesota, no Condado de Stevens.

## Demografia
Segundo o censo americano de 2000, a sua população era de 254 habitantes.
Em 2006, foi estimada uma população de 250, um decréscimo de 4 (-1.6%).

## Geografia
De acordo com o United States Census Bureau tem uma área de
7,9 km², dos quais 7,1 km² cobertos por terra e 0,8 km² cobertos por água.

## Localidades na vizinhança
O diagrama seguinte representa as localidades num raio de 24 km ao redor de Donnelly.